# Alf Martinsen
Alf "Kaka" Martinsen (Lillestrøm, 29 de dezembro de 1911 - 23 de agosto de 1988) foi um futebolista e treinador norueguês, medalhista olímpico. 

## Carreira
Alf Martinsen fez parte do elenco medalha de bronze, nos Jogos Olímpicos de 1936.

## Ligações Externas
- Perfil em Databaseolympics